# 吕聪敏
吕聪敏（？—），男，中华人民共和国政治人物，曾任国务院外事办公室副主任，全国人大常委会副秘书长，全国人大外事委员会副主任委员，第九、十届全国人大代表。